# Spy vs. Spy (album)
Pour les articles homonymes, voir Spy vs. Spy (homonymie).
Spy vs Spy est un album de John Zorn sorti en 1989 sur le label Elektra/Musician. Les compositions sont de Ornette Coleman. L'album fait partie des 1001 albums qu'il faut avoir écoutés dans sa vie. 

## Titres
| 1.    | WRU               | 2:38 |
| 2.    | Chronology        | 1:08 |
| 3.    | Word For Bird     | 1:14 |
| 4.    | Good Old Days     | 2:44 |
| 5.    | The Disguise      | 1:18 |
| 6.    | Enfant            | 2:37 |
| 7.    | Rejoicing         | 1:38 |
| 8.    | Blues Connotation | 1:05 |
| 9.    | C. & D.           | 3:05 |
| 10.   | Chippie           | 1:08 |
| 11.   | Peace Warriors    | 1:20 |
| 12.   | Ecars             | 2:28 |
| 13.   | Feet Music        | 4:45 |
| 14.   | Broad Way Blues   | 3:42 |
| 15.   | Space Church      | 2:28 |
| 16.   | Zig Zag           | 2:54 |
| 17.   | Mob Job           | 4:24 |
| 40:36 |                   |      |

## Personnel
- John Zorn: alto saxophone
- Tim Berne: alto saxophone
- Mark Dresser: bass
- Joey Baron: drums
- Michael Vatcher: drums